# Търговищки новини
Търговищки новини е частен областен вестник за територията на област Търговище, собственик на вестника е Божидар Николов. Сградата на управление е на ул. „Преслав“ № 9.
Вестника излиза 2 пъти седмично, в понеделник и четвъртък. 12 старници, четири от които пълноцветни.
Абонаметните цени на вестника са 4,5 лв. за един месец, и 18 лв. за четири месеца (2009).